# Micropentila adelgitha
Micropentila adelgitha är en fjärilsart som beskrevs av William Chapman Hewitson 1874. Micropentila adelgitha ingår i släktet Micropentila och familjen juvelvingar. IUCN kategoriserar arten globalt som livskraftig. Inga underarter finns listade i Catalogue of Life.